# 니콜라오스 카클라마나키스
니콜라오스 카클라마나키스(그리스어: Νικόλαος Κακλαμανάκης, 1968년 8월 19일~)는 그리스의 요트 선수이다. 1996년 하계 올림픽에서 미스트랄 금메달, 2004년 아테네 올림픽에서 미스르탈 은메달을 획득했다.